# Gare de Mulhouse-Dornach
Gare de Mulhouse-Dornach vasútállomás Franciaországban, Mulhouse településen.

## Vasútvonalak
Az állomást az alábbi vasútvonalak érintik:
- Strasbourg–Bázel-vasútvonal
- Mulhousei 3-as villamosvonal

## Kapcsolódó állomások
A vasútállomáshoz az alábbi állomások vannak a legközelebb:
- Gare de Lutterbach
- Gare de Mulhouse-Ville